# Le Mystère Napoléon
 (juin 2014).
Le Mystère Napoléon (The Paris Vendetta) est un roman de Steve Berry, publié en 2009, ayant pour héros Cotton Malone.

## Résumé
Cotton Malone continue à revivre dans ses cauchemars l'attaque de la ville de Mexico où il tue Cai Thorvaldsen, un jeune et brillant diplomate danois : une attaque qu'il ne pouvait pas éviter, bien que cela ait changé sa vie après sa démission à titre d'agent du ministère de la Justice des États-Unis. Malone a en effet déménagé à Copenhague, où, avec l'aide du père de la victime, le milliardaire Henrik Thorvaldsen, il a ouvert une librairie. 
Henrik Thorvaldsen n'a jamais cessé d'enquêter sur la mort de son fils bien-aimé et poursuit Graham Ashby, riche anglais, car son fils, Cai Thorvaldsen, a été tué alors qu'il traquait ce dénommé Ashby, un marchand marron d'œuvres d'art, récemment recruté par le Club de Paris, pour découvrir le lieu du légendaire trésor de Napoléon Ier qui vivait du fruit de ses conquêtes, comme les Mérovingiens qu'il adulait. Eliza, la propriétaire du club, descend de Charles André Pozzo di Borgo, ennemi de Napoléon Ier. Elle a en sa possession des papyrus que Charles André Pozzo di Borgo a volés à Napoléon Ier et contenant des indices pour trouver son trésor. Graham Ashby fait partie du Club de Paris, mais Henrik Thorvaldsen dit à Eliza qu'il est dangereux et demande à Cotton Malone de découvrir le trésor avant Ashby afin de déjouer les plans du Club de Paris. La seule façon d'y parvenir est de mettre la main sur un volume énigmatique, cité par Napoléon dans son testament et confié à son maître d'hôtel quelques jours avant sa mort. Par ailleurs, Cotton Malone apprend que même le gouvernement américain est intéressé par la capture de Ashby et découvre que Stéphanie Nelle, son ex-patronne, enquête elle aussi sur le Club de Paris, aidée par Graham Ashby. Peter Lyon, du Club de Paris, tue Henrik Thorvaldsen puis Graham Ashby et Sam le tue. Cotton Malone trouve le trésor dans la basilique Saint-Denis, fait arrêter Eliza et remet le trésor à la France.